# Christine Nesbitt
Christine Nesbitt (* 17. Mai 1985 in Melbourne) ist eine ehemalige kanadische Eisschnellläuferin und Olympiasiegerin 2010 in Vancouver.

## Karriere

### Anfänge
In London, Ontario begann Christine Nesbitt im Alter von zwölf Jahren mit dem Eisschnelllaufen als Shorttrack-Läuferin. Dort besuchte sie außerdem die Sir Frederick Banting Secondary School. Nesbitt gehörte zu den besten Junioren im Shorttrack in Ontario und stellte mehrere Provinzrekorde auf.

### National und International
1999 gewann Christine Nesbitt mit der Shorttrack-Staffel Ontarios den Wettbewerb über 3000 Meter bei den Canada Winter Games, 2003 erreichte sie in derselben Disziplin den Bronzerang. Im Jahr 2003 wechselte Nesbitt vom Shorttrack zu den längeren Eisschnelllaufdistanzen und zog für das Training nach Calgary. Sie wurde in die kanadische Nationalmannschaft aufgenommen und startet seit 2005 im Weltcup der Internationalen Eislaufunion. Im Frühjahr 2005 gewann Christine Nesbitt den kanadischen "Rising Star Award" über die Langstrecke.
Nesbitt nahm über die Distanzen von 1000 und 1500 Metern und in der Teamverfolgung an den Olympischen Winterspielen 2006 in Turin teil. Mit einer Zeit von 1:17,54 Minute erreichte sie über die 1000 Meter den vierzehnten Rang, mit 1:59,15 den siebten Platz über die 1500 Meter. In der Teamverfolgung stellte Christine Nesbitt zusammen mit Cindy Klassen und Kristina Groves am 15. Februar 2006 einen olympischen Rekord auf. Einen Tag später belegten sie im Finale den zweiten Platz hinter dem Team aus Deutschland und gewannen damit Silber.
Bei den Olympischen Winterspielen 2010 in Vancouver gewann sie das Rennen über 1000 m. Bei der Sprintweltmeisterschaft 2011 gewann Nesbitt in Heerenveen den Weltmeistertitel, bei der Mehrkampfweltmeisterschaft im gleichen Jahr wurde sie Zweite hinter Ireen Wüst.
Bei der Sprint-WM 2012 im kanadischen Calgary verbesserte Nesbitt im dortigen Olympic Oval im 1000-Meter-Rennen den bis dato von Cindy Klassen gehaltenen Weltrekord um 43 Hundertstel auf 1:12,68 und war somit die erste Frau, die die Marke von 1:13,00 unterboten hat. Im Sprintvierkampf belegte sie am Ende den zweiten Platz. Für den Weltrekord wurde sie im gleichen Jahr mit dem Oscar Mathisen Award, dem Eisschnelllauf-Oscar geehrt. Ihr Rekord hatte bis zum 17. November 2013 Bestand, als er von Brittany Bowe um 10 Hundertstel unterboten wurde. Aktuell ist Nesbitt zudem Mitinhaberin des Weltrekords in der Teamverfolgung, der bereits 2009 in Calgary aufgestellt wurde.
Nesbitt gewann bei den Einzelstreckenweltmeisterschaften 2012 in Heerenveen zwei Goldmedaillen. Sie siegte über die 1000 und 1500 Meter. In der Teamverfolgung belegte sie zudem den zweiten Platz.
2015 beendete sie ihre Karriere.

## Persönliche Bestmarken
| 500 Meter      | 37,59 s          | 21. Januar 2011   | Salt Lake City |
| 1000 Meter     | 1:12,68 min (WR) | 28. Januar 2012   | Calgary        |
| 1500 Meter     | 1:52,75 min      | 10. November 2007 | Salt Lake City |
| 3000 Meter     | 4:03,44 min      | 12. Februar 2011  | Calgary        |
| 5000 Meter     | 7:07,15 min      | 13. Januar 2008   | Calgary        |
| Teamverfolgung | 2:55,79 min (WR) | 4. Dezember 2009  | Calgary        |